# Харис Кастанидис
Хараламбос (Харис) Георгиу Кастанидис (на гръцки: Χάρης Καστανίδης) е гръцки политик от Общогръцкото социалистическо движение (ПАСОК), министър.

## Биография
Харис Кастанидис е роден в македонския град Солун, Гърция в 1956 година в понтийско семейство. Кастанидис се дипломирал в Правния факултет на Солунския университет. В 1974 година става член на ПАСОК, а в 1981 година е избран за депутат. В 1984 година е избран за член на Централния комитет на ПАСОК.
Избран е за депутат от I Солунски избирателен район през 1981 г. – най-младият член на парламента, и оттогава е избиран многократно.
Заема длъжностите:
- Заместник-министърът на вътрешните работи в правителствата на Андреас Папандреу през 1985 – 1986 г.,
- Министърът на образованието в правителството на Андреас Папандреу през 1988 – 1989 г.,
- Заместник-министър на вътрешните работи в правителството на Андреас Папандреу през 1994 – 1996 г.,
- Министър на транспорта в първото правителство на Константинос Симитис от януари 1996 г. до септември 1997 г.,
- Парламентарен говорител на второто правителство на Константинос Симитис,
- Министър на Македония-Тракия от юли 2003 г. до март 2004 г.
- Министър на правосъдието от октомври 2009 до юни 2011
- Министър на вътрешните работи от юни до ноември 2011 г.[2][3]

На 12 февруари 2012 г. напуска ПАСОК и на 14 март 2012 г. заедно с Лука Кацели създава партията „Обществен договор“.